# Швейцария на летних Олимпийских играх 2020
Швейцария на летних Олимпийских играх 2020 года была представлена 107 спортсменами в 19 видах спорта. В связи с пандемией COVID-19 Международный олимпийский комитет принял решение перенести Игры на 2021 год.
В марте 2020 года Исполком МОК, продолжая политику гендерного равенства на Олимпийских играх, одобрил изменения в протокол церемоний открытия и закрытия Игр, согласно которым у национальных олимпийских комитетов появилась возможность заявить в качестве знаменосцев одного мужчину и одну женщину. На церемонии открытия Игр знаменосцами сборной Швейцарии стали фехтовальщик Макс Хайнцер легкоатлетка Муджинга Камбунджи.
По итогам соревнований на счету швейцарских спортсменов 3 золотых, 4 серебряных и 6 бронзовых медалей, что позволило занять 24-е место в неофициальном медальном зачёте.

## Медали
| Золото  |                                 |                                                                |           |
| №       | Спортсмены                      | Вид спорта (дисциплина)                                        | Дата      |
| 1       | Йоланда Нефф                    | Велоспорт (маунтинбайк, женщины)                               | 27 июля   |
| 2       | Нина Кристен                    | Стрельба (винтовка из трёх положений, 50 метров, женщины)      | 31 июля   |
| 3       | Белинда Бенчич                  | Теннис (одиночный турнир, женщины)                             | 31 июля   |
| Серебро |                                 |                                                                |           |
| №       | Спортсмены                      | Вид спорта (дисциплина)                                        | Дата      |
| 1       | Матиас Флюкигер                 | Велоспорт (маунтинбайк, мужчины)                               | 26 июля   |
| 2       | Сина Фрей                       | Велоспорт (маунтинбайк, женщины)                               | 27 июля   |
| 3       | Марлен Ройссер                  | Велоспорт (индивидуальная гонка с раздельным стартом, женщины) | 28 июля   |
| 4       | Белинда Бенчич Виктория Голубич | Теннис (парный турнир, женщины)                                | 1 августа |
| Бронза  |                                 |                                                                |           |
| №       | Спортсмены                      | Вид спорта (дисциплина)                                        | Дата      |
| 1       | Нина Кристен                    | Стрельба (пневматическая винтовка, 10 метров, женщины)         | 24 июля   |
| 2       | Линда Индерганд                 | Велоспорт (маунтинбайк, женщины)                               | 27 июля   |
| 3       | Жереми Депланш                  | Плавание (200 комплексным плаванием, мужчины)                  | 30 июля   |
| 4       | Ноэ Понти                       | Плавание (100 метров баттерфляем, мужчины)                     | 30 июля   |
| 5       | Никита Дукарроз                 | Велоспорт (BMX-фристайл, женщины)                              | 1 августа |
| 6       | Анук Верже-Депре Джоана Хайдрих | Пляжный волейбол (пляжный волейбол, женщины)                   | 6 августа |

## Результаты соревнований

### Бадминтон
Одиночный разряд
| Соревнование | Спортсмены   | Групповой этап                 | Групповой этап             | Групповой этап               | Групповой этап | 1/8 финала            | 1/4 финала            | 1/2 финала            | Финал                 | Итоговое место        |
| Соревнование | Спортсмены   | Соперник Счёт                  | Соперник Счёт              | Соперник Счёт                | Место          | 1/8 финала            | 1/4 финала            | 1/2 финала            | Финал                 | Итоговое место        |
| ------------ | ------------ | ------------------------------ | -------------------------- | ---------------------------- | -------------- | --------------------- | --------------------- | --------------------- | --------------------- | --------------------- |
| женщины      | Сабрина Жаке | Группа P                       | Группа P                   | Группа P                     | Группа P       | завершила выступление | завершила выступление | завершила выступление | завершила выступление | завершила выступление |
| женщины      | Сабрина Жаке | TPEДай Цзыин (2) П 7:21, 13:21 | FRAЦи Сюфэй П 10:21, 14:21 | VIEТ. Л. Нгуен П 8:21, 17:21 | 4              | завершила выступление | завершила выступление | завершила выступление | завершила выступление | завершила выступление |

### Гребля на байдарках и каноэ

#### Гребной слалом
Мужчины
| Соревнование      | Спортсмены   | Предварительный этап | Предварительный этап | Предварительный этап | Предварительный этап | Предварительный этап | Предварительный этап | Предварительный этап | Полуфинал | Полуфинал | Полуфинал | Полуфинал | Финал                | Финал                | Финал                | Финал                |
| Соревнование      | Спортсмены   | 1 попытка            | 1 попытка            | 1 попытка            | 2 попытка            | 2 попытка            | 2 попытка            | Место                | Полуфинал | Полуфинал | Полуфинал | Полуфинал | Финал                | Финал                | Финал                | Финал                |
| Соревнование      | Спортсмены   | Время                | Штраф                | Итог                 | Время                | Штраф                | Итог                 | Место                | Время     | Штраф     | Итог      | Место     | Время                | Штраф                | Итог                 | Место                |
| ----------------- | ------------ | -------------------- | -------------------- | -------------------- | -------------------- | -------------------- | -------------------- | -------------------- | --------- | --------- | --------- | --------- | -------------------- | -------------------- | -------------------- | -------------------- |
| каноэ-одиночки    | Томас Кёхлин | 101,66               | 4                    | 105,66               | 104,57               | 0                    | 104,57               | 12 Q                 | 105,20    | 6         | 111,20    | 13        | завершил выступление | завершил выступление | завершил выступление | завершил выступление |
| байдарки-одиночки | Мартин Дугуд | 93,70                | 0                    | 93,70                | 96,58                | 4                    | 100,58               | 14 Q                 | 97,28     | 2         | 99,28     | 13        | завершил выступление | завершил выступление | завершил выступление | завершил выступление |

### Лёгкая атлетика
Мужчины
Беговые дисциплины
| Дисциплина           | Спортсмен     | Предварительный раунд | Предварительный раунд | Предварительный раунд | Четвертьфиналы | Четвертьфиналы | Четвертьфиналы | Полуфиналы    | Полуфиналы    | Полуфиналы    | Финал       | Финал |
| Дисциплина           | Спортсмен     | Забег                 | Время                 | Место                 | Забег          | Время          | Место          | Забег         | Время         | Место         | Время       | Место |
| -------------------- | ------------- | --------------------- | --------------------- | --------------------- | -------------- | -------------- | -------------- | ------------- | ------------- | ------------- | ----------- | ----- |
| бег на 10 000 метров | Жюльен Вандер | не проводится         | не проводится         | не проводится         | не проводится  | не проводится  | не проводится  | не проводится | не проводится | не проводится | 28:55,29 SB | 21    |

Шоссейные дисциплины
| Дисциплина | Спортсмен       | Время | Место |
| ---------- | --------------- | ----- | ----- |
| марафон    | Тадессе Абрахам | DNF   | DNF   |

Технические дисциплины
| Дисциплина      | Спортсмен | Квалификация | Квалификация | Финал                | Финал                |
| Дисциплина      | Спортсмен | Результат    | Место        | Результат            | Место                |
| --------------- | --------- | ------------ | ------------ | -------------------- | -------------------- |
| прыжки в высоту | Лоик Гаш  | 2,21         | 23           | завершил выступление | завершил выступление |

Женщины
Беговые дисциплины
| Дисциплина                    | Спортсмен                                                     | Предварительный раунд | Предварительный раунд | Предварительный раунд | Четвертьфиналы | Четвертьфиналы | Четвертьфиналы | Полуфиналы            | Полуфиналы            | Полуфиналы            | Финал                 | Финал                 |
| Дисциплина                    | Спортсмен                                                     | Забег                 | Время                 | Место                 | Забег          | Время          | Место          | Забег                 | Время                 | Место                 | Время                 | Место                 |
| ----------------------------- | ------------------------------------------------------------- | --------------------- | --------------------- | --------------------- | -------------- | -------------- | -------------- | --------------------- | --------------------- | --------------------- | --------------------- | --------------------- |
| бег на 100 метров             | Айла Дель Понте                                               | не участвовала        | не участвовала        | не участвовала        | 5              | 10,92          | 2 Q            | 1                     | 11,01                 | 2 Q                   | 10,97                 | 5                     |
| бег на 100 метров             | Муджинга Камбунджи                                            | не участвовала        | не участвовала        | не участвовала        | 2              | 10,95          | 2 Q            | 3                     | 10,96                 | 2 Q                   | 10,99                 | 6                     |
| бег на 100 метров             | Саломе Кора                                                   | не участвовала        | не участвовала        | не участвовала        | 1              | 11,25          | 5              | завершила выступление | завершила выступление | завершила выступление | завершила выступление | завершила выступление |
| бег на 200 метров             | Муджинга Камбунджи                                            | 3                     | 22,26 NR              | 1 Q                   | не проводится  | не проводится  | не проводится  | 3                     | 22,26 NR              | 3 Q                   | 22,30                 | 7                     |
| бег на 400 метров с барьерами | Леа Шпрунгер                                                  | не проводится         | не проводится         | не проводится         | 5              | 54,74          | 3 Q            | 3                     | 55,12                 | 4                     | завершила выступление | завершила выступление |
| эстафета 4×100 метров         | Айла Дель Понте Риккарда Дитше Муджинга Камбунджи Саломе Кора | 2                     | 42,05 NR              | 2 Q                   | не проводится  | не проводится  | не проводится  | не проводится         | не проводится         | не проводится         | 42,08                 | 4                     |
| эстафета 4×400 метров         | Айла Дель Понте Риккарда Дитше Муджинга Камбунджи Саломе Кора | 1                     | 3:25,90 NR            | 6                     | не проводится  | не проводится  | не проводится  | не проводится         | не проводится         | не проводится         | завершили выступление | завершили выступление |

Шоссейные дисциплины
| Дисциплина | Спортсмен      | Время   | Место |
| ---------- | -------------- | ------- | ----- |
| марафон    | Фабьенн Шлумпф | 2:31:36 | 12    |
| марафон    | Мартина Штрель | 2:39:25 | 51 SB |

Технические дисциплины
| Дисциплина      | Спортсмен      | Квалификация | Квалификация | Финал                 | Финал                 |
| Дисциплина      | Спортсмен      | Результат    | Место        | Результат             | Место                 |
| --------------- | -------------- | ------------ | ------------ | --------------------- | --------------------- |
| прыжки в высоту | Саломе Ланг    | 1,86         | 22           | завершила выступление | завершила выступление |
| прыжки с шестом | Ангелика Мозер | 4,40         | 20           | завершила выступление | завершила выступление |